# Minuartia
Genre
Synonymes
- Selleola Urb.[1]

Minuartia est un genre végétal qui regroupe des plantes herbacées de la famille des Caryophyllaceae.

## Liste d'espèces
Selon GRIN (23 janvier 2017) :
- Minuartia arctica (Steven ex Ser.) Asch. & Graebn.
- Minuartia biflora (L.) Schinz & Thell.
- Minuartia caroliniana (Walter) Mattf.
- Minuartia cumberlandensis (Wofford & Kral) McNeill
- Minuartia douglasii (Fenzl ex Torr. & A. Gray) Mattf.
- Minuartia drummondii (Shinners) McNeill
- Minuartia graminifolia (Ard.) Jav.
- Minuartia hybrida (Vill.) Schischk.
- Minuartia kashmirica (Edgew.) Mattf.
- Minuartia laricifolia (L.) Schinz & Thell.
- Minuartia obtusiloba (Rydb.) House
- Minuartia tenella (J. Gay) Mattf.

Selon The Plant List (23 janvier 2017) :
- Minuartia acutiflora (Fenzl) Mattf.
- Minuartia adenotricha Schischk.
- Minuartia akinfievii (Schmalh.) Woronow
- Minuartia anatolica (Boiss.) Woronow
- Minuartia arctica (Steven ex Ser.) Graebn.
- Minuartia austriaca (Jacq.) Hayek
- Minuartia austromontana S.J.Wolf & Packer
- Minuartia baldaccii (Halácsy) Mattf.
- Minuartia biflora (L.) Schinz & Thell.
- Minuartia bilykiana Klokov
- Minuartia bosniaca (Beck) K.Malý
- Minuartia brotherana (Trautv.) Woronow ex Grossh.
- Minuartia bulgarica (Velen.) Graebn.
- Minuartia californica (A. Gray) Mattf.
- Minuartia campestris L.
- Minuartia capillacea (All.) Graebn.
- Minuartia caroliniana (Walter) Mattf.
- Minuartia cerastiifolia (Ramond ex DC.) Graebn.
- Minuartia cherlerioides (Hoppe) Bech.
- Minuartia circassica (Albov) Woronow ex Grossh.
- Minuartia cismontana Meinke & Zika
- Minuartia confusa (Boiss.) Maire & Petitm.
- Minuartia cumberlandensis (Wofford & Kral) McNeill
- Minuartia dawsonensis (Britton) House
- Minuartia decumbens T.W. Nelson & J.P. Nelson
- Minuartia dianthifolia Hand.-Mazz.
- Minuartia dichotoma L.
- Minuartia douglasii (Fenzl ex Torr. & A. Gray) Mattf.
- Minuartia drummondii (Shinners) McNeill
- Minuartia ebracteolata Majumdar & B.K. Giri
- Minuartia eglandulosa Klokov
- Minuartia elegans (Cham. & Schltdl.) Schischk.
- Minuartia ellenbeckii (Engl.) M.G. Gilbert
- Minuartia filifolia Mattf.
- Minuartia funkii (Jord.) Graebn.
- Minuartia garckeana (Asch. & Sint. ex Boiss.) Mattf.
- Minuartia geniculata (Poir.) Thell.
- Minuartia glabra (Michx.) Mattf.
- Minuartia glandulosa (Boiss. & A. Huet) Bornm.
- Minuartia globulosa (Labill.) Schinz & Thell.
- Minuartia glomerata (M.Bieb.) Degen
- Minuartia godfreyi (Shinners) McNeill
- Minuartia graminifolia Jáv.
- Minuartia grignensis (Rchb.) Mattf.
- Minuartia groenlandica (Retz.) Ostenf.
- Minuartia hamata (Hausskn.) Mattf.
- Minuartia handelii Mattf.
- Minuartia helmii (Fisch. ex Ser.) Schischk.
- Minuartia hirsuta (M.Bieb.) Hand.-Mazz.
- Minuartia howellii (S. Watson) Mattf.
- Minuartia hybrida (Vill.) Schischk.
- Minuartia inamoena (C.A. Mey.) Woronow ex Grossh.
- Minuartia juniperina (L.) Maire & Petitm.
- Minuartia kashmirica (Edgew. & Hook. f.) Mattf.
- Minuartia krascheninnikovii Schischk.
- Minuartia kryloviana Schischk.
- Minuartia laricifolia (L.) Schinz & Thell.
- Minuartia laricina (L.) Mattf.
- Minuartia litwinowii Schischk.
- Minuartia macrantha (Rydb.) House
- Minuartia macrocarpa (Pursh) Ostenf.
- Minuartia marcescens (Fernald) House
- Minuartia mediterranea (Ledeb. ex Link) K.Malý
- Minuartia mesogitana (Boiss.) Hand.-Mazz.
- Minuartia meyeri (Boiss.) Bornm.
- Minuartia michauxii (Fenzl) Farw.
- Minuartia minutiflora Vorosch.
- Minuartia moehringioides (Moc. & Sessé ex DC.) Mattf.
- Minuartia montana L.
- Minuartia muscorum (Fassett) Rabeler
- Minuartia mutabilis (Lapeyr.) Schinz & Thell. ex Bech.
- Minuartia nuttallii (Pax) Briq.
- Minuartia obtusiloba (Rydb.) House
- Minuartia oreina Schischk.
- Minuartia orthophylla (Beck) Dvořáková
- Minuartia oxypetala Kulcz.
- Minuartia patula (Michx.) Mattf.
- Minuartia pichleri (Boiss.) Maire & Petitm.
- Minuartia picta (Sm.) Bornm.
- Minuartia pinifolia (M.Bieb.) Graebn.
- Minuartia pseudosaxifraga (Mattf.) Greuter & Burdet
- Minuartia pusilla (S.Watson) Mattf.
- Minuartia recurva (All.) Schinz & Thell.
- Minuartia regeliana (Trautv.) Mattf.
- Minuartia rosei (Maguire & Barneby) McNeill
- Minuartia rossii (R.Br. ex Richardson) Graebn.
- Minuartia rubella (Wahlenb.) Hiern
- Minuartia rubra (Scop.) McNeill
- Minuartia rupestris (Scop.) Schinz & Thell.
- Minuartia saxifraga (Friv.) Graebn.
- Minuartia schischkinii Adylov
- Minuartia sedoides (L.) Hiern
- Minuartia setacea (Thuill.) Hayek
- Minuartia stellata (E.D.Clarke) Maire & Petitm.
- Minuartia stolonifera T.W. Nelson & J.P. Nelson
- Minuartia stricta (Sw.) Hiern
- Minuartia taurica (Steven) Graebn.
- Minuartia tenella (J. Gay) Mattf.
- Minuartia thymifolia (Sm.) Bornm.
- Minuartia trautvetterana Sosn. & Charadze
- Minuartia turcomanica Schischk.
- Minuartia uniflora (Walter) Mattf.
- Minuartia verna (L.) Hiern
- Minuartia villarsii (Balb.) Wilczek & Chenevard
- Minuartia viscosa (Schreb.) Schinz & Thell.
- Minuartia wettsteinii Mattf.
- Minuartia yukonensis Hultén
- Minuartia zarecznyi Klokov